# Анналы Алкуина
Анналы Алкуина лат. Annales Alcuini — сделанные, по всей видимости, в VIII в. Алкуином на латинском языке несколько заметок о местах, в которых Карл Великий проводил Пасху. Охватывают период с 782 по 797 гг. Сохранились в рукописи VIII-IX вв.

## Издания
- Annales, ut videtur, Alcuini // MGH, SS. Bd. IV. Hannover. 1841, p. 2[2].

## Переводы на русский язык
- Анналы Алкуина в переводе И. Дьяконова на сайте Восточная литература